# Iran na Letnich Igrzyskach Olimpijskich 1960
Iran na Letnich Igrzyskach Olimpijskich 1960 reprezentowało 23 zawodników (wszyscy mężczyźni). Reprezentanci Iranu zdobyli jeden srebrny i trzy brązowe medale na tych igrzyskach.

## Zdobyte medale
| Medal  | Zawodnik           | Dyscyplina sportowa  | Konkurencja                  |
| ------ | ------------------ | -------------------- | ---------------------------- |
| Srebro | Gholam Reza Tachti | zapasy               | (styl wolny; waga półciężka) |
| Brąz   | Mohammad Paziraji  | zapasy               | (styl klasyczny; waga musza) |
| Brąz   | Ebrahim Sejfpur    | zapasy               | (styl wolny; waga musza)     |
| Brąz   | Esma’il Elm Chah   | podnoszenie ciężarów | (do 56 kg)                   |